# Черпаки
Черпаки́ (рос. Черпаки) — присілок у складі Свічинського району Кіровської області, Росія. Входить до складу Свічинського міського поселення.
Населення становить 2 особи (2010, 2 у 2002).
Національний склад станом на 2002 рік — росіяни 100 %.